# Marine syrienne
La marine syrienne, fondée en 1950, était la branche maritime des forces armées arabes syriennes. Elle est quasiment anéantie à la suite de la chute du régime de Bachar al-Assad en décembre 2024. 
La marine syrienne compte [Quand ?] environ 3 700 personnes auxquelles s'ajoutent quelque 2 500 réservistes. Les jeunes appelés y passent 18 mois (au lieu de 21 mois dans l'armée de terre). Ses bases sont situées dans les ports d'Al Badya, de Baniyas, de Lattaquié, et la principale à Tartous qui accueille également la seule base navale de la fédération de Russie à l'étranger.

## Historique
L'accord intergouvernemental soviéto-syrien de 1971 permet l'implantation d'une base navale soviétique dans le port de Tartous. La 5e escadre opérationnelle de la marine soviétique y mène ses opérations alors face aux forces navales de l'OTAN en Méditerranée, en particulier la 6e flotte de l'US Navy.
Durant la guerre du Kippour, la bataille de Lattaquié vit la destruction de plusieurs bâtiments syriens et conduisit le reste de la flotte à l'inaction.
L'escadre soviétique est dissoute en 1991. Les navires de guerre russes ont rarement fait escale en Syrie après cette date néanmoins la guerre civile syrienne entraine un intérêt russe croissant pour la Syrie qui se traduit par un nouvel accord d'installation d'une base navale à Tartous pour une durée de 99 ans.
Son commandant en 2021 est le vice-amiral Taleb El-Berri.
À la suite de la chute du régime Assad en décembre 2024, sa flotte, dans le port de Lattaquié et d'Al Bayda ont été frappés dans nuit du 9 au 10 décembre 2024par la marine et l'aviation israélienne dans la nuit du 9 au 10 décembre pour éviter qu'elle ne tombe aux mains de forces hostiles. Une quinzaine de navires sont coulés au total tandis que des dizaines de missiles anti-navires sont détruits . Une dizaine de navires dont au moins six des 16 patrouilleurs syriens Osa sont endommagés ou détruits à Lattaquié.

## Flotte (Ordre de bataille au début de la révolution syrienne)

### Frégates
- 1 Petya III RSA en 2017.

2 frégates ont été réceptionnées en 1975, en provenance de la flotte soviétique... (armement : deux tourelles bitubes de 76 mm, quatre lance-roquettes ASM RBU-2500, deux systèmes de largage de charges de profondeur, une capacité d'emport de 22 mines et des lance-torpilles (où il s'agit de systèmes de 460 mm, ou d'un triple lanceur de 533 mm)). Probablement retirées du service en 2017, l'une des deux a servi de cible à un exercice de la Marine russe et a été coulée au large de Tartous.

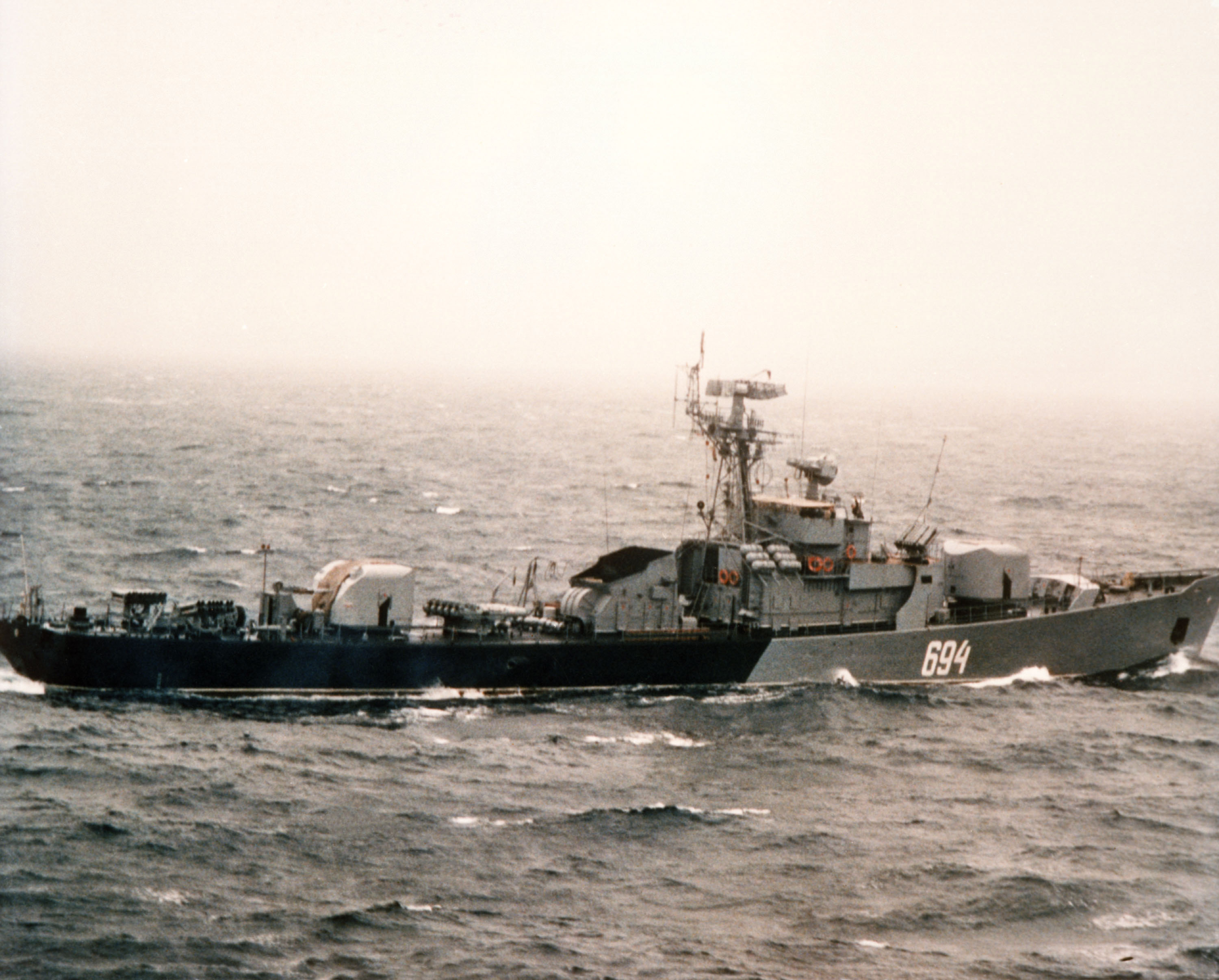
Petya II de la marine syrienne.

### Patrouilleurs
- 4 à 8 patrouilleurs de classe Osa I,
- 8 à 10 patrouilleurs de classe Osa II, armés d'une version améliorée du missile SS-N-2 Styx.

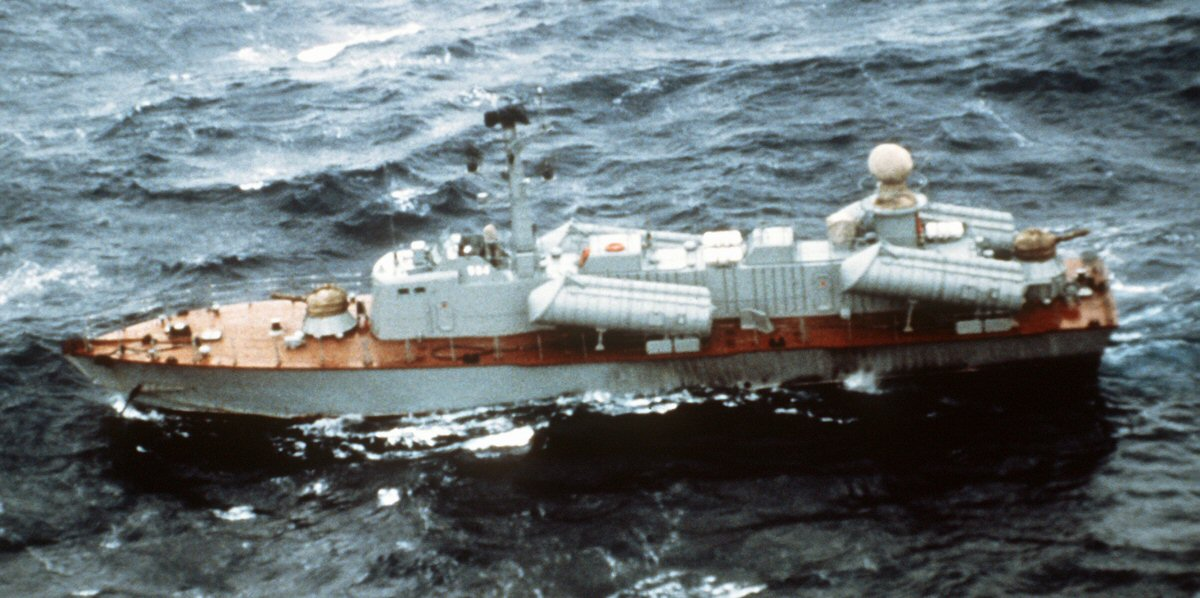
Osa II de la marine syrienne

### Vedettes rapides
- 5 à 9 vedettes lance-missiles de la classe Komar.

### Auxiliaires
- 3 bâtiments de débarquement amphibie de Classe Polnochny-B (Projet 771),
- 1 navire de guerre des mines de classe Sonya,
- 3 navires de guerre des mines de classe Yevgenya.
- 1 navire école (Al-Assad).

### Hélicoptères delutte anti-sous-marine
Enfin, la marine syrienne a une composante héliportée, basée sur la base aérienne de Lattaquié, qui sert aussi d'aéroport international. Cette base abrite le 618e Escadron, qui aligne :
- Kamov Ka-25 Hormone (dont sont dérivés les Helix), 3 en 1985[8]. 5 en 1987[9]. Aucun enregistré en 1999.
- 4 Kamov Ka-28 (Helix-A),
- 20 Mi-14PL (Haze-A).